# Забиляста, Лидия Леонидовна
Лидия Леонидовна Забиля́ста (укр. Лідія Леонідівна Забіляста; род. 1953) — советская и украинская оперная певица (сопрано). Народная артистка Украинской ССР (1985).

## Биография
Родилась 8 сентября 1953 года в селе Олено-Косогоровка (ныне Кировоградская область, Украина). Окончила дирижёрско-хоровое отделение Кировоградском музыкального училища, КГК имени П. И. Чайковского (педагог З. П. Христич). Работала в Киевском камерном хоре под руководством В. М. Иконника.
В 1973—1979 годах — солистка Киевского камерного хора имени Б. Н. Лятошинского, с 1979 года — стажёр, с 1980 года — солистка КУГАТОБ имени Т. Г. Шевченко. В 1980—1981 годах стажировалась в театре Ла Скала (Милан).

## Награды и премии
- Народная артистка УССР (1985)
- Заслуженная артистка УССР (1979)
- Премия Ленинского комсомола (1986) — за исполнение оперных партий и концертные программы 1982—1985 годов
- Национальная премия Украины имени Тараса Шевченко (2011) — за исполнение партий Ингигерды, Турандот, Амелии в оперных спектаклях «Ярослав Мудрый» Г. И. Майбороды, «Турандот» Дж. Пуччини, «Бал-маскарад» Дж. Верди на сцене Национальной оперы Украины имени Т. Г. Шевченко и концертные программы украинских народных песен и романсов[1].
- Орден княгини Ольги III степени (2003)[2]
- Почётная грамота Кабинета Министров Украины (2001)[3]
- 1-я премия на конкурсе вокалистов «Молодые голоса» и Всесоюзном конкурсе имени М. И. Глинки
- Золотая медаль VII Международного конкурса вокалистов имени П. И. Чайковского в Москве, который сделал имя кировоградской певицы всемирно известным

## Концертная деятельность
Значительную и серьёзную сферу творческой жизни Лидии Забилясты составляет концертная деятельность. Круг её художественных интересов необычайно широк и включает романсы украинских, русских, зарубежных композиторов, старинную музыку, вокальные произведения советских композиторов.
Лидия Забиляста гастролировала почти во всех республиках Советского Союза, а также за рубежом — в Канаде, США, Японии, Италии, Австрии, Франции, ЧССР, Польше, Югославии, и всюду её вдохновенное искусство встречало восторженный приём любителей музыки.

## Дискография
- аудиокассета «Очарованная песней» (2003),
- CD «В плену музыки» (2003).